# Romualdo Moscioni
Romualdo Moscioni (Viterbo, 17 marzo 1849 – Roma, 7 luglio 1925) è stato un fotografo italiano.

## Biografia
Romualdo Moscioni è stato un pioniere della fotografia, specializzato in fotografie archeologiche. Fu attivo in varie zone d'Italia a partire dal 1868.
Tra i suoi soggetti più noti ci sono anche le aree archeologiche di Roma prima delle trasformazioni urbanistiche di fine Ottocento.

## Galleria d'immagini

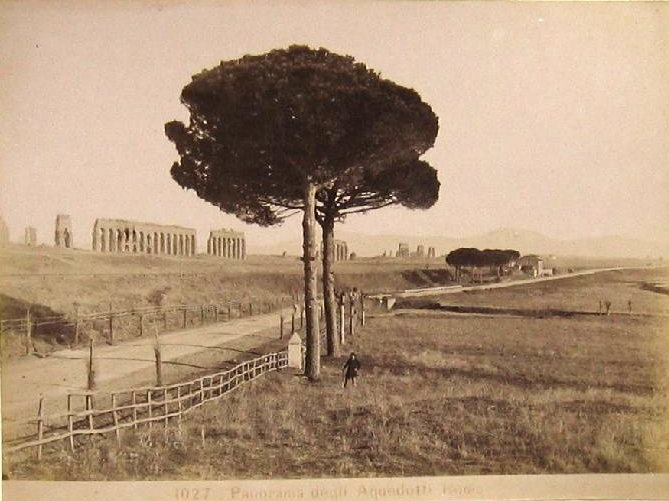
Veduta degli acquedotti, Roma.
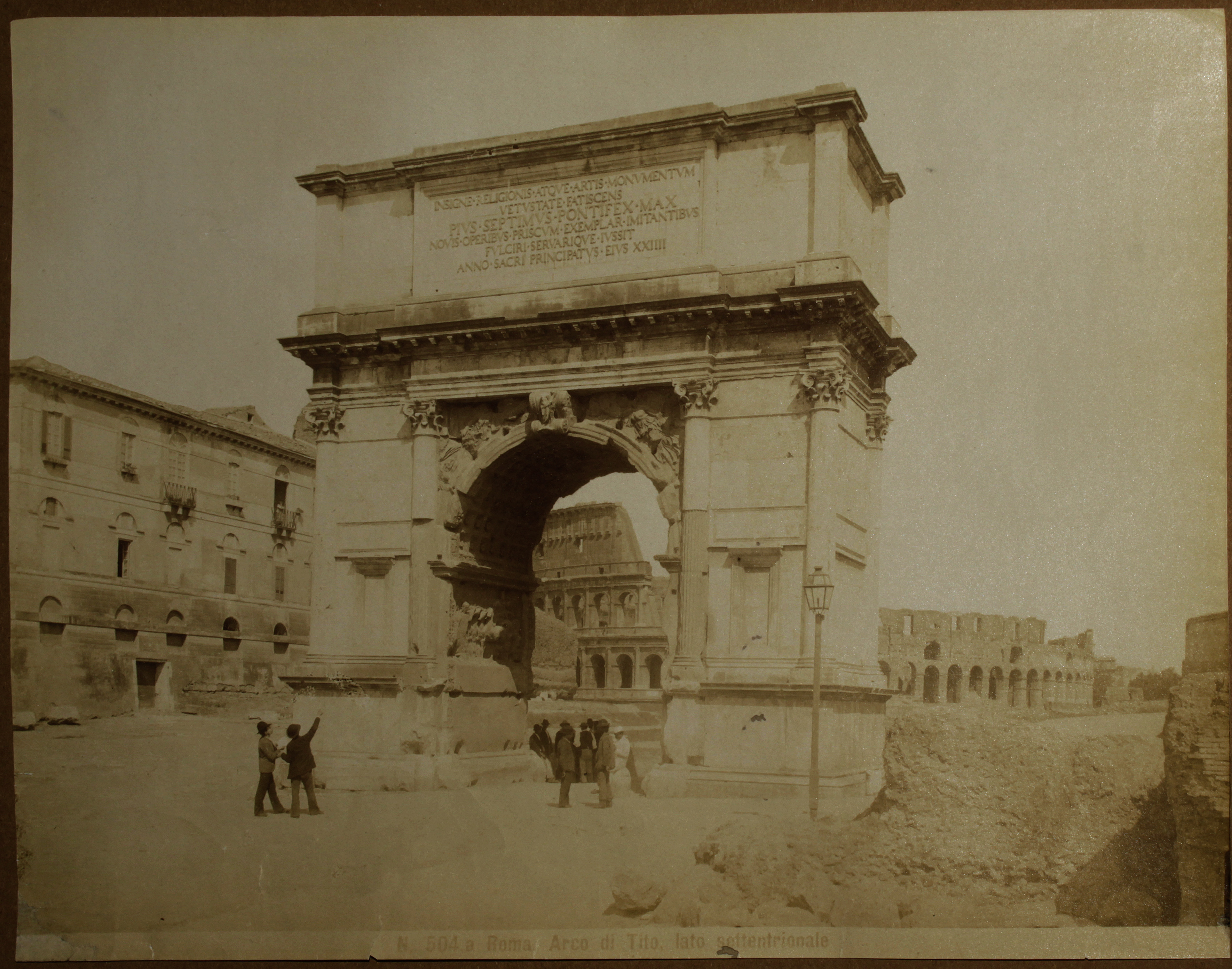
Arco di Tito, Roma.
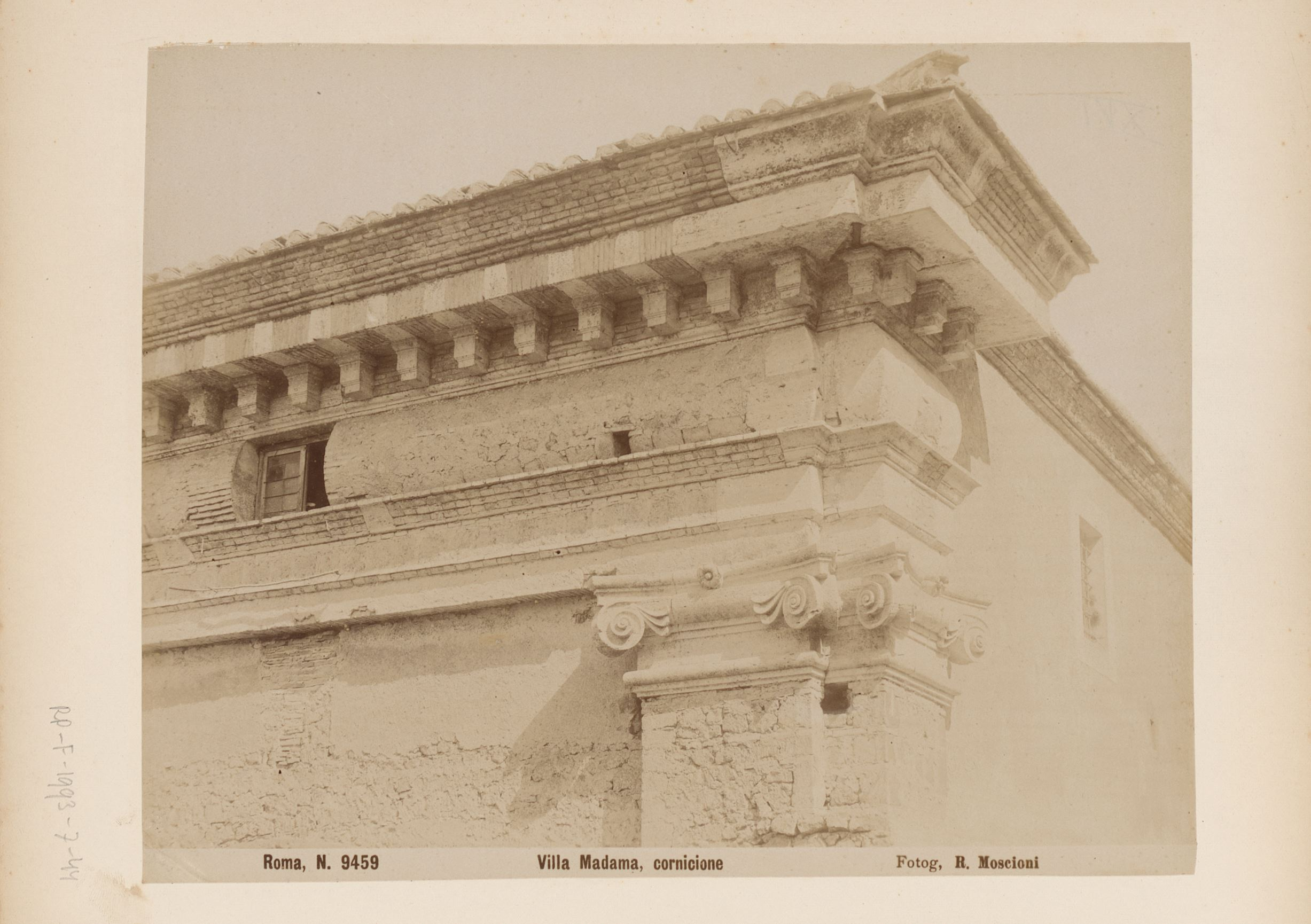
Villa Madama (cornicione), ca. 1868 - ca. 1900.
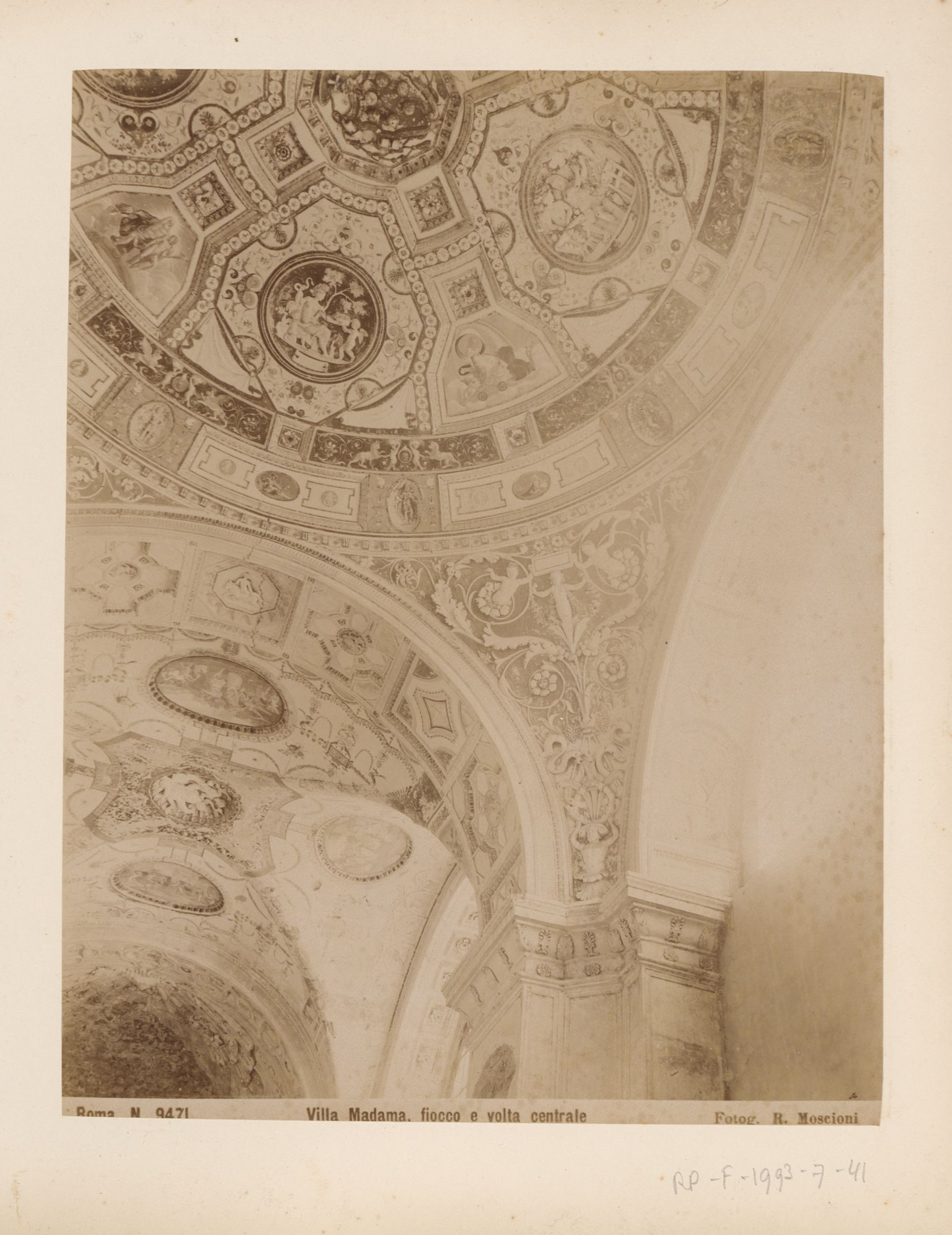
Villa Madama, fiocco e volta centrale, ca. 1868 - ca. 1900.
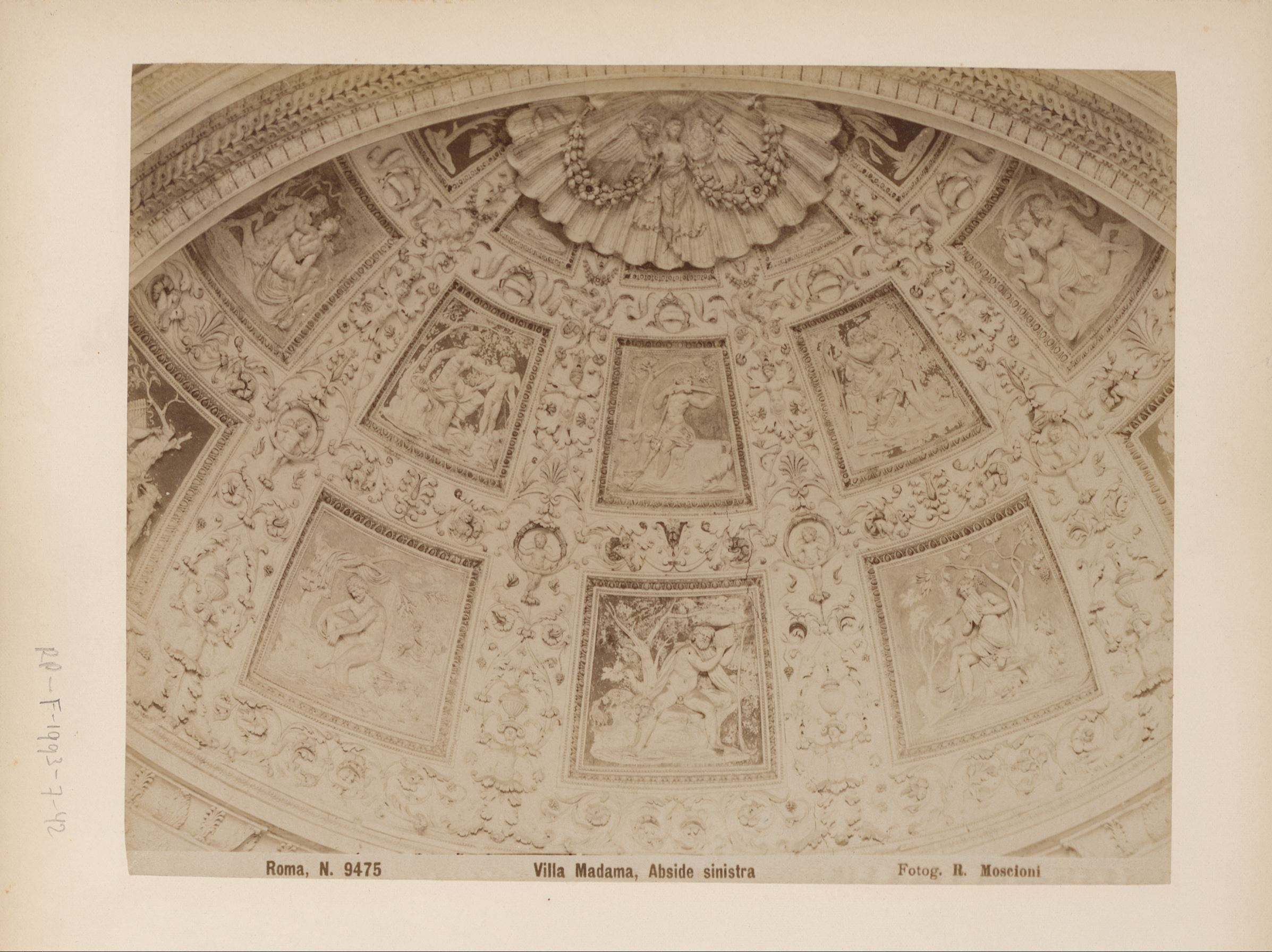
Villa Madama, Abside sinistra, ca. 1868 - ca. 1900.
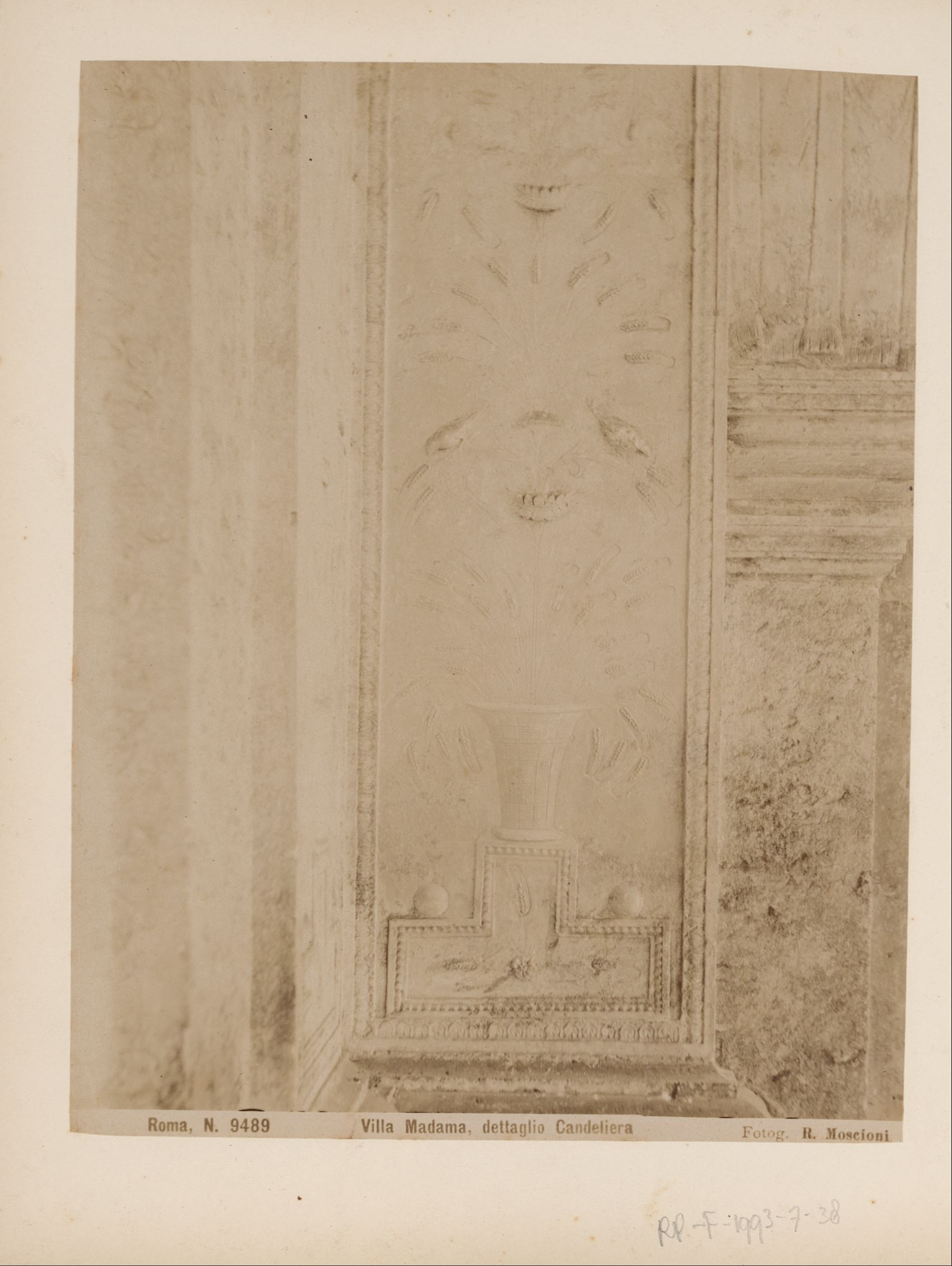
Villa Madama, dettaglio Candeliera, ca. 1868 - ca. 1900.
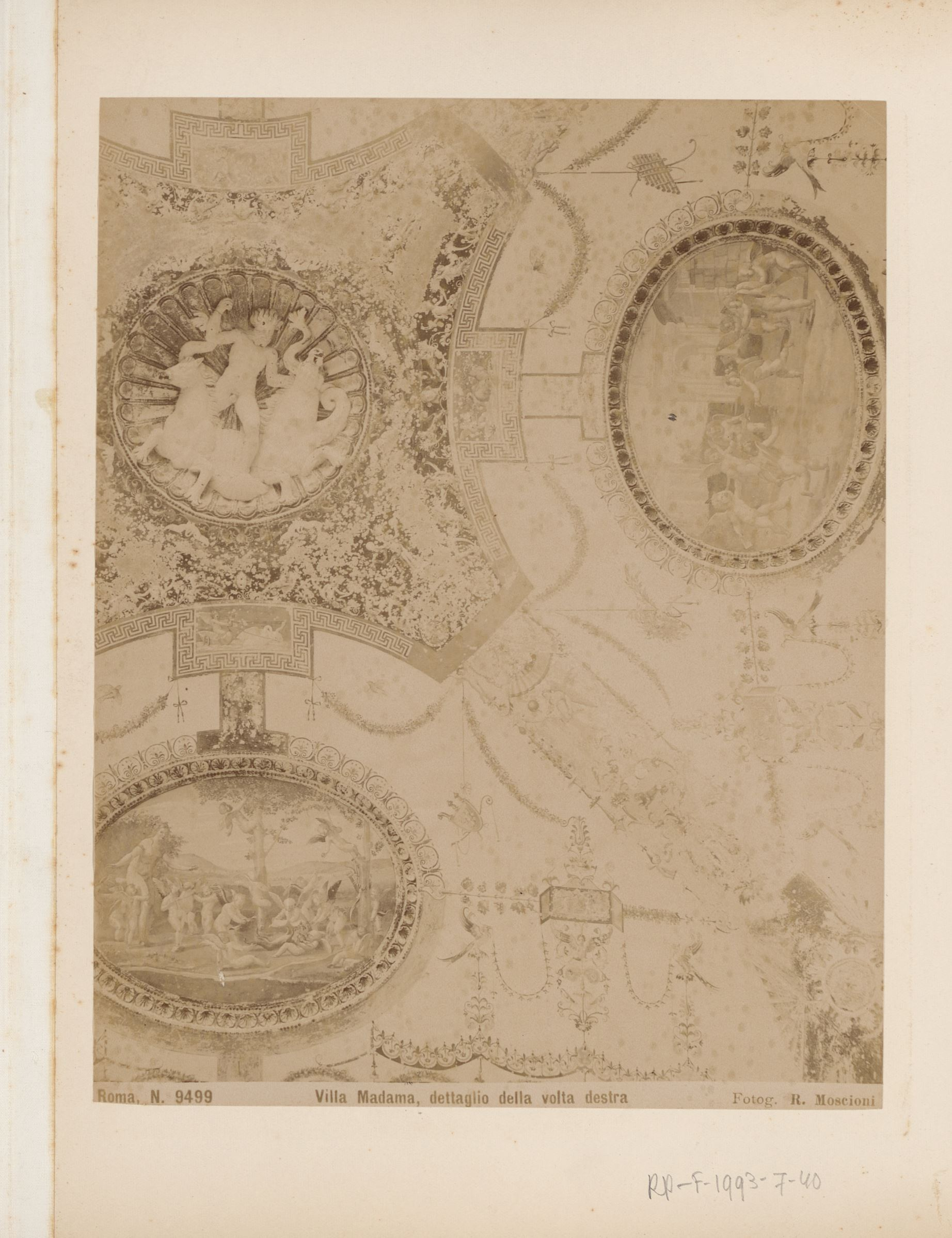
Villa Madama, dettaglio della volta destra, ca. 1868 - ca. 1900.